# Karatschaier

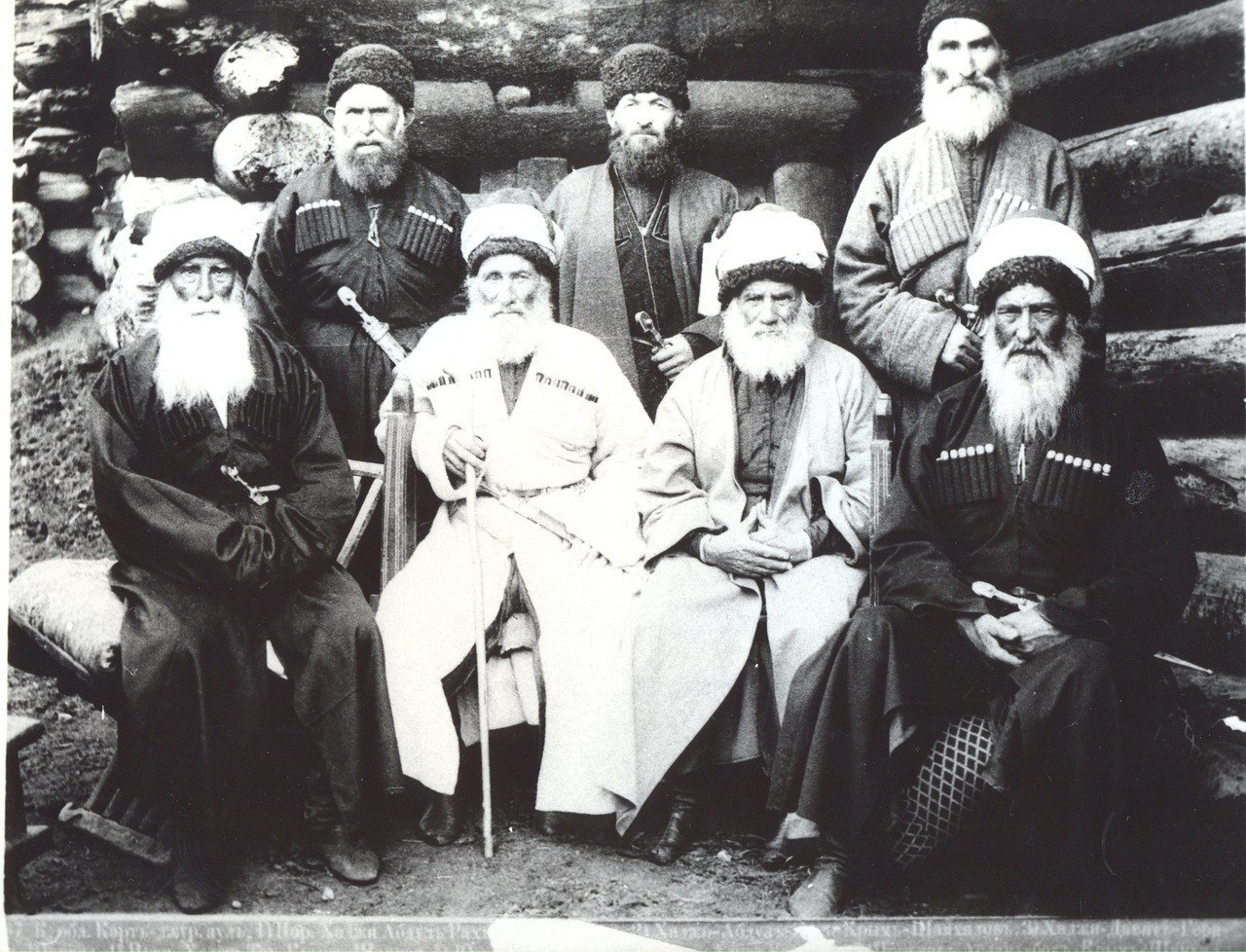
Karatschaische Älteste im 19. Jahrhundert

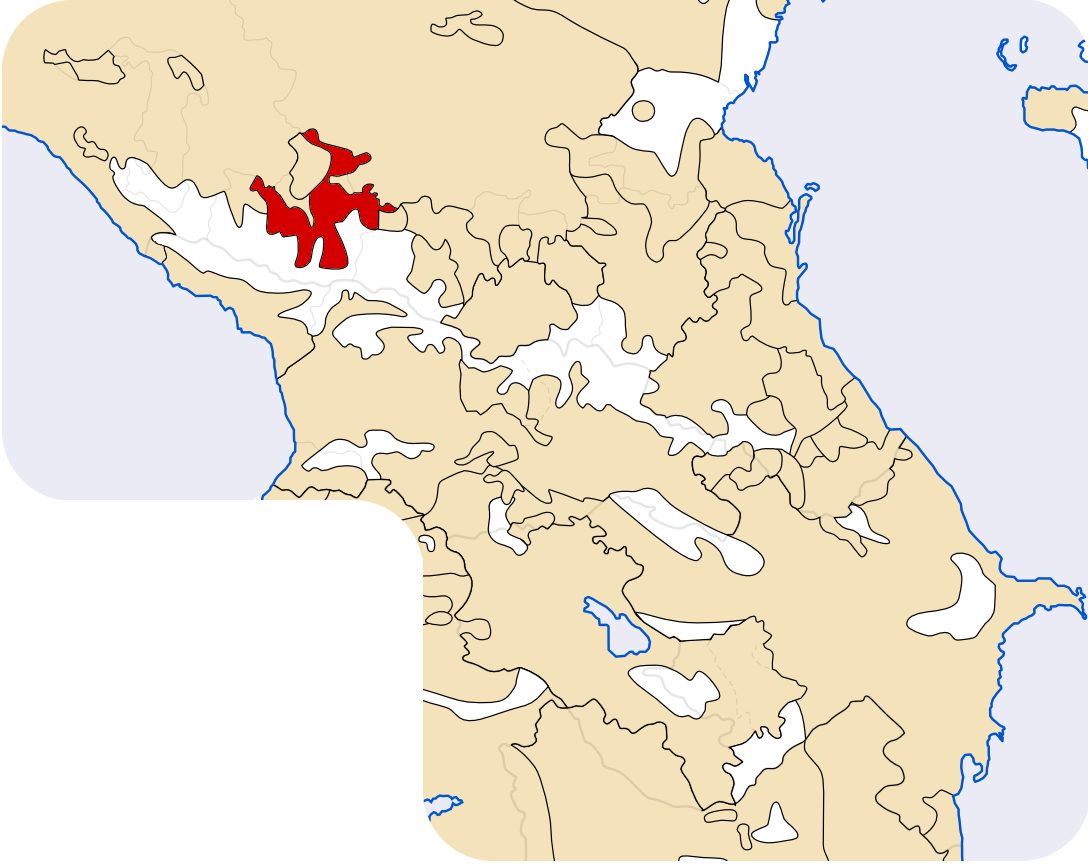
Siedlungsgebiet der Karatschaier in Kaukasien

Karatschaier (Eigenbezeichnung: къарачайлыла/qaratschajlyla) sind eine turksprachige Ethnie des Kaukasusgebietes. Sie zählen zu den Turkvölkern und sind mit den benachbarten Balkaren verwandt, von denen sie durch das Massiv des Elbrus räumlich getrennt werden. Ihre Sprache Karatschaisch ist einer von fünf Dialekten der gemeinsamen Schriftsprache Karatschai-Balkarisch, die anderen vier Dialekte werden von Balkaren gesprochen.
In Russland leben 218.406 Karatschaier (Volkszählung 2010), davon in der russischen Teilrepublik Karatschai-Tscherkessien 194.324 (41 % der Bevölkerung). Weltweit wird ihre Zahl auf über 260.000 Menschen geschätzt, darunter noch einige muttersprachliche Nachkommen von Flüchtlingen des 19. Jahrhunderts in der Türkei.
Die Karatschaier gehören neben den Balkaren, Russlandkoreanern, Russlanddeutschen, Krimtataren, Kalmücken, Tschetschenen, Inguschen und Mescheten zu den Nationalitäten, die um den Zweiten Weltkrieg vollständig von stalinistischen NKWD-Einheiten nach Zentralasien deportiert wurden.

## Siedlungsraum

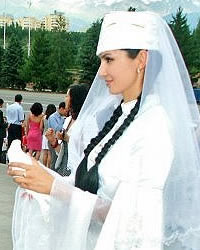
Eine karatschaische Frau in Tracht

Karatschaier leben heute vor allem in der zu Russland gehörenden Republik Karatschai-Tscherkessien, wo sie mit 194.324 Menschen (fast 41 %) die größte Bevölkerungsgruppe bilden, und in der Region Stawropol (15.598 Personen) bei der Volkszählung 2010. Hauptort ihres Siedlungsgebietes ist heute die Stadt Karatschajewsk. Sie leben auch in den Städten Ust-Dzheguta, Teberda, Dombai, Tscherkessk.

## Sprache
Karatschai-Balkarisch wird linguistisch dem nordwestlichen kiptschakischen Zweig der Turksprachen zugeordnet. Die nächste Verwandte ist Kumykisch in Dagestan.
Schriftlich belegt ist die karatschai-balkarische Sprache seit Beginn des 18. Jahrhunderts. Damals hatten Balkaren und Karatschaier ihre Sprache noch auf der Basis des arabischen Alphabets zu seltenen Anlässen geschrieben, wie erstmals in der sogenannten „Cholam/Chulam-Inschrift“ von 1715, gefunden im balkarischen Aul Cholam, die einen politischen Schiedsspruch von 1709 niederschreibt. Seit der Zeit der frühsowjetischen Korenisazija wurde sie anfangs lateinschriftlich, später in kyrillischer Schrift allgemein durch Schulpflicht als Schriftsprache etabliert.

## Religion
Bis Ende des 17. Jahrhunderts bekannten sich die Karatschaier zu einer Synthese von Christentum und vorchristlichen Traditionen. Danach traten sie zum sunnitischen Islam über. Größere Teile der Bevölkerung sind nach der atheistischen Erziehung in sowjetischer Zeit aber nicht mehr, oder nur wenig religiös.

## Tradition
Die Karatschaier waren, wie die meisten nordkaukasischen Völker, Halbnomaden bzw. lebten in Transhumanz. Ihre Wohnorte wechselten also zwischen sommerlich höheren Weide- und Anbaudörfern und niedrigeren Überwinterungsgebieten und die Karatschaier galten als unabhängig und kriegerisch. In vorsowjetischer Zeit standen, wie bei den Balkaren und anderen nordkaukasischen Ethnien, Fürstengeschlechter an der Spitze der Hierarchie, gefolgt von einem niederen Adel.
Die karatschaische Gesellschaft teilte sich in über 30 Clans und ein überliefertes Gewohnheitsrecht regelte Fragen des Lebens-Verhalten, Heirat, Gastfreundschaft, Vergeltung, Feste, Clanentscheidungen, Bestattung usw. Prinzipiell ist die Kultur aber stark kaukasisch beeinflusst.

## Ethnogenese
Die Frage, wie turksprachige Stammesgruppen in die höchsten Regionen des Kaukasus kamen, während die meisten Turkvölker an seinem Rand leben, beschäftigte Wissenschaftler seit dem 19. Jahrhundert. Die Namen der karatschai-balkarischen Stämme lassen sich seit dem Spätmittelalter in georgischen u. a. Quellen beobachten, die Sprache ist seit dem 18. Jahrhundert schriftlich überliefert, für die Zeit davor sind also nur Indizien-Hypothesen möglich.
Einige ältere Forscher sahen darin ein Indiz, dass Turksprachen im Kaukasus am ältesten und ursprünglichsten für die Region sein könnten, woran noch heute Autoren mit turk-nationalistischer Ausrichtung festhalten. Ihre Argumente sind heute überholt, nach Meinung der Turkologie haben sich die Turksprachen innerhalb der letzten fast 2000 Jahre aus östlichen Teilen der eurasische Steppen und den Nachbargebieten Süd- und Südwest-Sibiriens schrittweise ausgebreitet, wobei viele Details weiterhin unbekannt sind.
Ältere und nationalistische Autoren setzen oft irrtümlich die gelernte Sprache mit der Herkunft einer Ethnie gleich. In der Geschichte – auch der mitteleuropäischen – existieren viele Beispiele, dass sich unter regionalen Bevölkerungen mit mehreren Sprachen, darunter manchmal zugewanderte Sprachen, im Laufe von Generationen eine der Sprachen durchsetzte, womit die so entstandene Ethnie verschiedener Herkunft ist. Die Annahme, dass auch nur eine Ethnie vollkommen derselben Herkunft ist, hat auch die jüngere Genetik durchgängig widerlegt. Genetische Untersuchungen des väterlich vererbten Y-Chromosoms in karatschai-balkarischen Familien ergaben, dass sie zu fast einem Drittel ein Gen-Cluster aufweisen, das bei nördlichen, meist turksprachigen Steppenbewohnern häufig ist (R1aZ2123), zu fast einem Drittel ein Cluster, das für zentralkaukasische autochthone Bevölkerung typisch ist (G2a1a) und zu über einem Drittel verschiedene andere Subcluster, was also nahelegt, dass es eine teilweise Zuwanderung aus nördlichen Steppen gegeben hat.
Wann die Zuwanderung turksprachiger Gruppen war, gibt es zwei wissenschaftliche historische Hypothesen: die ältere sieht sie als Ergebnis der Einwanderung von Kiptschaken im 12./13. Jahrhundert. Das Kiptschakenreich hatte Anfang des 12. Jahrhunderts Gebiete im Westkaukasus von den Alanen erobert, in der Zeit finden sich auch erste Gräber mit steppennomadischen Begräbnissitten in der archäologischen Fundstätte in Nischni Archys in Karatschai-Tscherkessien. Der archäologisch feststellbare Zustrom nahm mit den Mongolenzügen im 13. Jahrhundert stark zu. Dafür spräche neben den archäologischen Hinweisen auch die Tatsache, dass die dem Karatschai-Balkarischen am nächsten stehende Sprache Kumykisch ist, und von den Kumyken ist die teilweise Herkunft durch Flucht vor den Mongolen auch in historischen Quellen erwähnt.
Eine jüngere Hypothese verweist darauf, dass im 6./7. Jahrhundert turksprachige Bolgaren und Sabiren, später auch Chasaren in westliche Teile Alaniens einwanderten. Dafür spräche neben archäologischen Befunden und Angaben historischer Quellen, dass der Name der Balkaren, in russischen Quellen des 17. Jahrhunderts noch bolchary oder bolgary genannt, wohl auf die Bolgaren zurückgeht – wobei als Namensgeber auch im 12. Jahrhundert eine Gruppe von Bolgaren aus der Region um Stawropol in Frage kommt, der sich als Unterverband den Chasaren, später den Kiptschaken angeschlossen hatte. Vielleicht waren die älteren Bolgaren schon verschwunden, als die Kiptschaken ankamen, oder es gab mehrere Zuwanderungswellen. Wahrscheinlichkeitsrechnungen auf Basis erster genetischer Untersuchungen zur Ausbreitung der Turk-Nomaden, die aber noch Ungenauigkeiten aufweisen können, ergaben, dass es etwa im 7.–11. Jahrhundert Zuwanderungen gegeben haben könnte.
Ob im 6./7. oder 12./13. Jahrhundert eingewandert, die turksprachigen Gruppen waren wohl bis ins 14. Jahrhundert Teil der alanischen Stämmeunion, assimilierten sprachlich die Vorbewohner und setzten im Westen ihre Turksprache durch, bevor sie vor den Kriegszügen Timurs und der folgenden Expansion kabardinischer Fürsten in den Zentralkaukasus im 15. Jahrhundert höher ins Bergland zogen oder ihrerseits assimiliert wurden.
Die Vorfahren der Karatschaier und Balkaren sind somit nach Ergebnissen archäologischer Studien im Nordkaukasus: 1. alteingesessene Bergbewohner, Träger der lokalen Koban-Kultur der Bronzezeit, 2. die Alanen und die Stämme, die im frühen Mittelalter im Reich Alanien lebten, zu dem die Region gehörte, 3. turksprachige Protobulgaren, die im 6./7. Jahrhundert in die Region einwanderten, 4. turksprachige Kiptschaken, die im 12./13. Jahrhundert in die Region einwanderten bzw. flüchteten.

## Geschichte

Offiziere der nordkaukasischen Wilden Division zur Zeit des Kornilow-Putsches 1917.

Die Karatschaier sind seit dem 15. Jahrhundert nachweisbar. Im 16. Jahrhundert kamen sie in den Einflussbereich des Krimkhanates und etwas später unter den Einfluss des Osmanischen Reiches. Ende des 17. Jahrhunderts wurden sie vor allem durch Krimtataren zum Islam bekehrt. Karatschai wurde im Jahr 1828 durch das russische Kaiserreich nach der 12-Stunden-Schlacht in der Nähe des Berges Hasauk erobert. Nach der Niederlage in der Schlacht akzeptierte der Herrscher von Karatschai, Fürst Islam Krymschamchalow, die Staatsbürgerschaft des russischen Kaiserreichs. Viele Karatschaier beteiligten sich danach aber im Kaukasuskrieg des 19. Jahrhunderts am Aufstand unter Imam Schamil, nach dessen Ende nach Schätzungen die Mehrheit der Karatschaier ins Osmanische Reich flüchtete. Die Zurückgebliebenen wurden im Zarenreich einer weitgehenden Selbstverwaltung überlassen, weshalb diese teilweise loyal waren. Einige Karatschaier dienten im Ersten Weltkrieg in der Wilden Division.

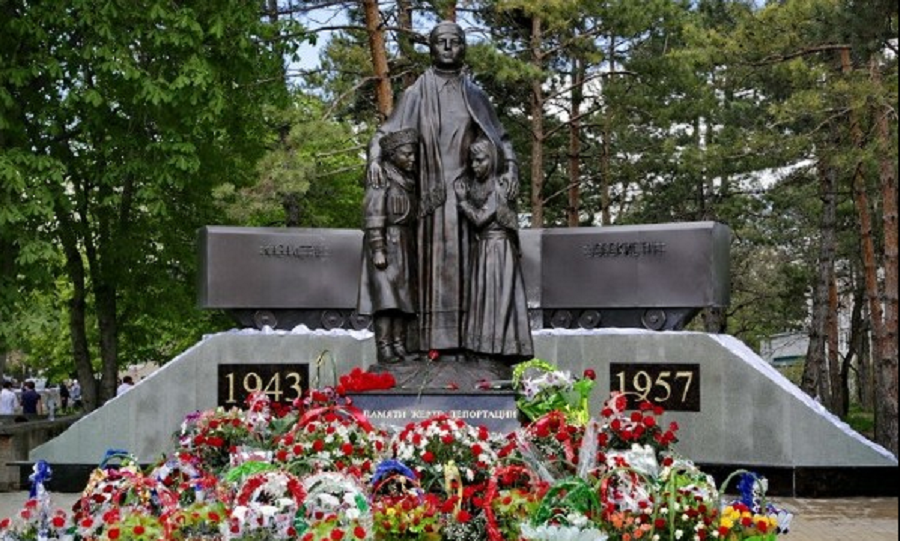
Mahnmal in Utschkeken für die Opfer der stalinistischen Deportation aller Karatschaier 1943 und ihre Verbannung in Mittelasien bis 1957.

In der Zeit der stalinistischen gewaltsamen Zwangskollektivierung der Landwirtschaft 1929–33 und der großen Terror-Säuberung 1936–38 kam es in den Berggebieten der Karatschaier, wie auch in den Berggebieten Kabardino-Balkariens und Tschetscheno-Inguschetiens zu so breiten Widerständen, dass die Kollektivierung zeitweilig abgebrochen werden musste. Im Zweiten Weltkrieg war das Siedlungsgebiet der Karatschaier vom Juli 1942 (Unternehmen Edelweiß) bis Januar 1943 (Nordkaukasische Operation) zeitweilig von der Wehrmacht besetzt. Aufgrund ihres Widerstandes gegen die 1943 wiedereinrückende Rote Armee wurden sie auf Befehl Josef Stalins unter dem Vorwurf der Kollaboration mit der Wehrmacht vollständig mit allen Männern, Frauen, Kindern und Alten vom 2. bis 22. November 1943 von NKWD-Einheiten verhaftet und nach Mittelasien verbannt, wobei sehr viele Deportierte umkamen. Der Hintergrund des Kollaborationsvorwurfes an eine ganze Ethnie wird seit langem diskutiert. Zwar existierte ein selbsterklärtes „Karatschaisches Nationalkomitee“ unter Kadi Bairamukow, das offen mit den Deutschen kollaborierte, aber dessen Unterstützung in der Bevölkerung war wahrscheinlich viel geringer, als der Name vermuten lässt. Viele Fachhistoriker gehen deshalb davon aus, dass schon die Widerstände vor dem Weltkrieg, Probleme beim Erreichen der Freiwilligen-Quoten für die Rote Armee und schließlich Widerstände gegen die Wiedereinführung stalinistischer Maßnahmen 1943 eher die Ursache der Deportation mit ihren großen Opferzahlen war, als die offiziell angeführte Kollaboration, an der sich nur eine Minderheit beteiligte. Nikita Chruschtschow rehabilitierte die Karatschaier 1957 und sie durften zurückkehren.
Zusammen mit den Tscherkessen haben sie heute im Kaukasus wieder eine eigene autonome Republik Karatschai-Tscherkessien innerhalb Russlands. Deren Zusammenhalt war zeitweilig 1996 bis 1999 gefährdet, weil tscherkessische Vereinigungen die Unabhängigkeit forderten (siehe Tscherkessen#Karatschai-Tscherkessien). Nach dem Jahr 2000 hat sich die Lage stabilisiert. Bereits seit den 1960er Jahren ist das Elbrus-Gebiet eine wirtschaftlich aufstrebende Region des Tourismus.